# Snowflake (Arizona)
Snowflake est une ville américaine du comté de Navajo, en Arizona.
Selon les estimations du Bureau du recensement des États-Unis, la ville compte 5 666 habitants en 2015, en hausse par rapport aux 5 590 habitants recensés en 2010. La municipalité s'étend sur 33,58 milles carrés (86,97 km2), dont 33,52 milles carrés (86,82 km2) de terres et 0,06 milles carrés (0,16 km2) d'eau.
En 1878, des pionniers mormons menés par William Jordan Flake (en) rachètent le ranch de James Stinson pour 11 000 dollars. La ville est nommée en l'honneur Flake et de Erastus Snow (en), qui participèrent à la fondation de la ville,,. Le sénateur Jeff Flake, natif de la ville, est un descendant de William Flake.
Depuis les années 1980, Snowflake accueille de nombreuses personnes atteintes d'hypersensibilité chimique,.

## Démographie
| 1880 | 1910 | 1920 | 1930  | 1950 | 1960 |
| ---- | ---- | ---- | ----- | ---- | ---- |
| 275  | 494  | 758  | 1 259 | 929  | 982  |

| 1970  | 1980  | 1990  | 2000  | 2010  | - |
| ----- | ----- | ----- | ----- | ----- | - |
| 1 977 | 3 510 | 3 679 | 4 460 | 5 590 | - |